# Richard Paul Wülker
Richard Paul Wülker, född den 29 juli 1845 i Frankfurt am Main, död den 8 februari 1910, var en tysk anglist.
Wülker studerade i Berlin och Leipzig, deltog med utmärkelse i fransk-tyska kriget 1870-71, blev 1873 docent, 1875 extra ordinarie och 1880 ordinarie professor i engelska språket och litteraturen. Av Wülkers många arbeten kan nämnas Das Evangelium Nikodemi in der abenländischen Literatur (1872), Übersicht der neuangelsächsischen Sprachdenkmähler (1873), Altenglisches Lesebuch (2 band, 1874-80), Kleinere angelsächsische Dichtungen (1882), Bibliothek der angelsächsischen Poesie (3 band, 1881 -98), Anglo-saxon and Old English Vocabularies (ny bearbetning av Wrights verk, 2 band, 1894), Geschichte der englischen Literatur von den ältesten Zeiten bis zur Gegenwart (1896; ny upplaga i 2 band 1907) och Bibliothek der angelsächsischen Prosa (från och med II till och med VI, 1888-1907). Wülker uppsatte även tidskriften "Anglia" (1877), som är ett av anglistikens huvudorgan.